# Heart of Darkness (videojuego)
Heart of Darkness (en español El Corazón de la Oscuridad) es un videojuego de Amazing Studio, publicado en 1998 por Infogrames e Interplay para Microsoft Windows en PC y PlayStation. Para Game Boy Advance se anunció en 2001, pero nunca fue lanzado. Es el primer juego que tuvo una orquesta para hacer la banda sonora; pero, debido a los retrasos, no logró ser el primero en ser lanzado con esta novedad. A pesar de que su público principal son niños, el juego muestra varias escenas de muerte y, además, es considerado uno de los juegos más difíciles. 

## Historia
El juego comienza con Andy, un niño que odia el colegio y a su maestro, ama a su perro Whisky y teme a la oscuridad. Un día Andy y su perro se dirigen al parque para contemplar un eclipse solar. Durante el fenómeno Whisky desaparece, dejando evidencias claras de un extraño rapto. En un frenesí de la imaginación infantil, Andy llega a su árbol secreto, donde guarda sus inventos, y monta en una nave espacial (supuestamente creada por él mismo) para comenzar la búsqueda y rescate de su querido perro. Sin saber cómo llega a otro mundo, llamado Darklands (Tierras Oscuras), no sin perder su nave por el camino, habitado por criaturas de la noche y gobernado por un malvado brujo conocido como el Señor del Mal, un ser sumamente maligno y peligroso. Andy debe encontrar por sí mismo la manera de rescatar a su perro, una manera de volver casa, enfrentarse a sus miedos y entrar en el Corazón de la Oscuridad. 
Al sufrir el accidente con su nave, Andy se encuentra en un gran acantilado en las afueras de Darklands. Poco después, un gigante deforme se traga su pistola de plasma y su casco. Andy consigue escapar en los pantanos, corriendo mucho peligro al no estar armado. Mientras tanto, en la guarida del Señor del Mal, este rey oscuro está abusando de su mejor siervo, un extraño espécimen de color rosa, cuando llega una sombra (un ser oscuro con alas, unidad básica del ejército de las sombras), que el sirviente esperaba, que trae el regalo que prometió a su amo. Pero de la bolsa sale el perro en vez del niño y, al ver que su subordinado se ha equivocado de objetivo al que raptar, el amo entra en cólera. Después de causar más destrucción, se presenta el gigante que se topó con Andy momentos antes e informa de la presencia del chico. El maestro ordena inmediatamente a su siervos que lo busquen y se lo traigan. Entre sus aventuras en lugares pantanosos, Andy se encuentra con un individuo de una especie totalmente desconocida para él, se trata de un ser amistoso con alas algo parecidas a las de una mariposa que, como no hablan el mismo idioma, se hace llamar simplemente Amigo. En su buena intención de llevar a su nuevo amigo Andy al lugar donde se encuentra su tribu, cruza sin querer la frontera del Reino de las Tinieblas; ejército oscuro, al verlos, los atacan y Andy cae al agua. Más tarde, se encuentra con una roca resplandeciente (se cree que es un meteorito) que, al tocarla, le otorga el poder de generar fuego con las manos. Cuando se vuelven a encontrar, Amigo consigue llevarlo, por fin, a su aldea, de alegres y simpáticos habitantes. Enseguida le muestran su problema de escasez con su alimento, que son las manzanas. Andy piensa que su poder podría ayudar, así que coge una manzana, le da calor, y crece un gran manzano súbitamente, con el consiguiente júbilo de estos curiosos habitantes. En agradecimiento, esa noche le presentan al sabio de la aldea, pero a mitad del coloquio las sombras atacan, destruyen y masacran el poblado; el chico consigue escapar. Después de más aventuras, con Whisky como rehén, vuelve a reencontrarse con Amigo y su cóngeneres supervivientes. Le explican que necesitan recuperar la piedra mágica (la roca que otorgó el poder a Andy) para poder superar la dramática situación en la que se encuentran. Así pues, gracias a sus esfuerzos Amigo y los demás recuperan su energía y su tradicional poder. A esto que llega el ejército de las sombras, una vez más, y comienza así una encarnizada batalla. Ya ganadores, Amigo y sus compatriotas llevan a Andy al reino del Señor del Mal, pero es capturado al poco tiempo y llevado a la celda donde tienen a Whisky. Mientras tanto, los oscuros han descubierto la roca mágica y se la han llevado a su señor, quien la destruye al conocer su poder y creer que podría causarle un alto riesgo de insubordinación, perdiendo así el poder todo aquel que gozara de él en esos momentos. Desarmado, una vez más, Andy tiene que huir; y cae accidentalmente en un agujero que conduce a los aposentos del gigante, quien se lo traga sin masticar ni nada. Gracias a eso Andy sobrevive y puede recuperar su equipo perdido, siendo capaz de destrozar al monstruo desde dentro. Luego, Andy se encuentra con el siervo rosa y llegan al acuerdo de reconstruir y reparar el meteorito para derrotar al Señor del Mal con su poder. Finalmente solo les falta un trozo, que se encuentra en la plataforma-trampolín que está justo encima del Abismo Oscuro (que se cree que es un portal entre los dos mundos). Mientras Andy está luchando por llegar a la plataforma, el siervo lo traiciona al arrojar a Whisky, que pasaba por allí, al Abismo. Después de la lucha contra innumerables sombras y esquivar varios ataques pirómanos lanzados por el Señor del Mal, Andy llega al extremo de la plataforma, justo encima del centro del Abismo, y obtiene la última pieza. Amigo y sus compañeros, que habían atado el meteorito para transportarlo con más facilidad (chafando al siervo durante el proceso), hacen descender la roca hacia donde se encuentra Andy con su trofeo. Haciendo caso omiso del brujo, superando sus miedos, Andy encaja la última pieza del meteorito mágico que, al restituirse el poder, desprende una fuerza que empuja a Andy al Abismo. Consigue agarrarse al puente, pero el maestro oscuro, que había perdido su plataforma-vehículo por el poder del meteorito, se agarra a Andy, provocando su caída y haciéndolo caer al Abismo. Amigo y sus congéneres quedan totalmente deprimidos. Andy se encuentra, supuestamente, en el mismísimo Corazón de las Tinieblas. Entre la confusión y las sombras, Andy ve unos ojos rojos aproximándose. Cuando se dispone a defenderse, las luces se encienden y se da cuenta de que se trata de su perro Whisky, y se encuentran en la cabaña del árbol en el jardín de su casa. La madre de Andy, que había encendido las luces, cree que jugaba y le dice que vaya a cenar. Más tarde, Andy se va a dormir. No está muy seguro de que todo haya sido simplemente producto de su imaginación, pero está contento de estar con su perro y se conforma. En la siguiente escena se ve a Amigo en su aldea, donde todos inspeccionan los restos de la nave espacial de Andy.

### Enemigos
Sombras: estas criaturas son los enemigos más comunes en el juego, que aparecen en casi todos los niveles y en gran número. Pueden atrapar a Andy y hacer que no se pueda mover, pero él siempre consigue liberarse. 
Sombras aladas: la unidad básica del ejército del Señor del Mal. Tienen el poder de lanzar bolas de fuego, y son muy ágiles.
Arañas: estas arañas sombrías son criaturas que se encuentran en los acantilados. Desprenden un fluido viscos que hace que Andy resbale y se suelte de la pared mientras escala. Si están lo suficientemente cerca, pueden devorarlo. 
Plantas carnívoras: son comunes en los pantanos y las áreas subterráneas de Darklands. Esperan silenciosamente a que Andy se acerque para devoralo. 
Plantas carnívoras acuáticas: pueblan las cavernas submarinas de Darklands. Hay dos tipos distintos: uno se parece a una roca y utiliza varios tentáculos para arrojar a sus víctimas a su boca, el otro es más vegetal y dispone de una poderosa succión para capturar a su presa. 
Gusanos gigantes: se encuentran normalmente dentro de las paredes escalables y pueden salir hacia afuera en cualquier momento para comerse a Andy. Si lo agarran tiran de él con fuerza y lo meten en su madriguera para comérselo poco a poco. 
Élites oscuros: los enemigos más peligrosos, se trata de los capitanes del ejército de la oscuridad. Se asemejan a los reptiles. Pueden tirar bolas de fuego y si son derrotados dividen en dos larvas que, de no ser destruidas, generan dos nuevos individuos. 
El Señor del Mal: un brujo oscuro, rey de las tinieblas, amo y señor de Darklands. Es capaz de producir mucho fuego con las manos, incluso mientras flota en su plataforma. En el último enfrentamiento con Andy cae al Abismo, convirtiéndolo en un portal completo al Corazón de las Tinieblas.

### Niveles
El acantilado: es el sitio al que llega Andy y se detiene a causa del accidente con su nave espacial. Los principales enemigos que se encuentran aquí son sombras. Es donde Andy pierde su pistola de plasma y su casco. Aparte de los enemigos, Andy puede morir al caerse por los acantilados.
Los pantanos: las marismas pantanosas más grandes de Darklands. Es el hábitat de varias plantas carnívoras y demás especímenes extraños y peligrosos. 
El lago: en sus profundidades habitan especies de todo tipo, sobre todo las acuáticas más peligrosas de todo Darklands. Es uno de los lugares donde estuvo el meteorito mágico.
La aldea de Amigo: si bien intentan ocultarse para poder vivr en paz, finalmente esta aldea es atacada por las fuerzas oscuras. 
El volcán: un lugar altamente peligroso, lleno de lava y acantilados, además de especies carnívoras como las arañas. Si Andy no tiene cuidado puede acabar desintegrado en el magma o como comida para extraterrestres. 
La caverna: es el lugar donde Andy se encuentra el meteorito mágico por segunda vez, y lo recupera para poder derrotar a la oscuridad. Está colmada de sombras. 
La guarida del Señor del Mal: Andy viene para salvar a Whisky y derrotar al señor oscuro. Sin embargo, la muerte espera a la vuelta de cada esquina.

## Videojuego
Heart of Darkness es un juego de plataformas ambientado en un mundo ficticio y fantástico y creado por Éric Chahi. El jugador controla a Andy, un niño, que tiene como capacidades básicas correr, saltar, caminar y escalar. Además de esto, Andy puede atacar o defenderse por medio de una pistola de plasma o utilizar el poder que otorga la roca mágica, dependiendo del momento argumental en que se encuentre el jugador. Además, no hay límite de intentos (no existen las habituales vidas), sino que, si Andy muere, vuelve a reaparecer al principio de la sección en la que se encuentra.
Aunque fue simplificado como saltar y correr, Andy puede subir rocas, nadar, bucear y, en general, ejecutar un gran número de acciones. El juego también en algún momento requiere tres teclas presionadas al mismo tiempo, hecho que puede resultar un problema para los teclados de gama baja. 
El juego es lineal y sencillo. El jugador pasa el juego resolviendo rompecabezas, ejecutando determinados movimientos o, simplemente desplazarse con el fin de llegar a la siguiente pantalla. Volver a niveles anteriores no es necesario excepto cerca del final del juego, cuando Andy trata de recuperar todos los fragmentos de la roca mágica. 
El juego es notable por el número de estrambóticas maneras en las cuales el joven héroe puede morir, mientras que en los demás juegos destinados al público infantil se hace lo posible por evitar situaciones en las que el terrible destino pueda ser cumplido. Es típico de los juegos en el subgénero de las plataformas en 2D realistas (como Another World, Flashback, sus secuelas y los primeros Prince of Persia) ampliar este realismo en las secuencias de muerte. Esto es en contraste con plataformas más al estilo de dibujos animados, como Super Mario Bros., Sonic the Hedgehog y la serie Commander Keen, donde el personaje simplemente cae fuera de la pantalla. Andy puede ser aplastado, comido, quemado, golpeado, ahogado e incluso que su cuello se parta en gran variedad de maneras; no gráficamente, pero tampoco se deja demasiado a la imaginación.
Duración del juego: casi 2 horas la primera vez que se juega.

## Creación y recepción
El desarrollo de Heart of Darkness duró cuatro años. Este tiempo se invirtió en componer la música, los gráficos, y las secuencias de vídeo (FMV). También hubo una disputa para obtener la licencia de su distribución; finalmente ganó Interplay. 
El juego recibió, en general, buenas críticas; la negativa más común fue la corta duración del mismo, puesto que la mayor parte del contenido de los CD son vídeos.